# Philemon en Baucis (hoorspel)
Philemon en Baucis is een hoorspel van Leopold Ahlsen. Philemon und Baukis werd op 3 mei 1955 door de Bayerischer Rundfunk uitgezonden. Op 6 oktober 1955 zond de Nordwestdeutscher Rundfunk een nieuwe versie uit en in dat jaar kreeg het hoorspel de Hörspielpreis der Kriegsblinden. In een vertaling van Louis Povel zond de KRO het uit op zondag 27 april 1958, van 21.30 uur tot 22.30 uur, met een herhaling op vrijdag 19 september 1958. De regisseur was Léon Povel.

## Rolbezetting
- Louis de Bree (Nikolaos)
- Mien van Kerckhoven-Kling (Marulja)
- Paul van der Lek (Petros, officier der partizanen)
- Paul Deen (Alexandros)
- Jan Borkus (Georgios)
- Jo Vischer sr. (Panagiotis)
- Eva Janssen (Alka, een jong meisje)
- Han König (een Duits soldaat)

## Inhoud
In een terugblik vertelt Alexandros het verhaal van Nikolaos en Maruja. De vergelijking met het gastvrije paar uit de Griekse sage, Philemon en Baucis, dringt zich bij hem op. Zelfs de beide in elkaar verstrengelde bomen, eik en linde, zijn aanwezig. Ze staan in een landschap dat het basismotief van het hoorspel weerspiegelt: geweldige naakte rotsen en middenin als contrast het “vlekje sappig groen” waar het Griekse boerenechtpaar huist. Ze hebben er hun hele leven gewroet, tot het fluitspel van de oude geitenhoeder Nikolaos door schoten onderbroken wordt. Nadat de verre oorlog hen van hun zoon heeft beroofd, woedt de partizanenstrijd nu ook in hun eigen gebied en maakt van hen tragische helden. Nikolaos heeft immers zijn eigen principes die hij ook in oorlogstijd niet opgeeft. Eén daarvan luidt: “Wie aan mijn deurtje klopt, is mijn gast.” De oeroude wet der goden is voor hem belangrijker dan de loyaliteit tegenover de partizanen, die hij overigens helpt als dat nodig is. Zo heeft hij bijvoorbeeld ook Alexandros verstopt toen de Duitse bezetters achter hem aan zaten. Nu echter slepen twee gewonde Duitse soldaten zich tot bij zijn huisje, en Alexandros is vastbesloten hen te helpen, niettegenstaande zijn schrik voor Petros, de harde partizanenleider, en de bezorgde bezwaren van zijn vrouw. Hij verbergt hen op de plek waar ook Alexandros verstopt zat, en als Petros met zijn mannen aankomt, ontkent hij koppig dat hij de Duitsers heeft gezien. Deze leugen kost hem later het leven. Ondertussen rukken de Duitsers namelijk niet alleen weer op, ze zijn ook van plan gijzelaars te executeren, een voornemen dat bijtijds zou ontdekt zijn als Petros de gevangenen had ondervraagd. Men had de mensen in het dorp dan kunnen waarschuwen. Als Nikolaos ten slotte waarschuwt, is het te laat. Een reeks voorvallen is het gevolg van dit “te laat”. Petros wil de gijzelaars ontzetten, maar wegens de overmacht van het intussen aangekomen regiment mislukt zijn plan. De partizanenleider, die in het dorp heeft vernomen dat Nikolaos de twee Duitsers verborgen had, ensceneert hij in het huisje van Nikolaos een soort standgerecht. Voor Nikolaos is de wereld “helemaal verkeerd”. Hij, die met zijn hele leven en net ook met zijn laatste daden ijverde voor het behoud van mensenlevens, moet nu schuldig zijn aan de dood van de gijzelaars. Dat niet hij, maar de oorlogvoerende partizanen en Duitsers schuldig zijn, kan Petros niet toegeven. Wat hij wel kan: de wens van Maruja vervullen, samen met haar man te mogen sterven. Dronken gaan ze naar de executieplek, terwijl Nikolaos fluit speelt en Maruja de maat slaat op een wijnzak. Het voorbeeld van hun echtelijke liefde die de dood overwint zet Alexandros ertoe aan te deserteren en te trouwen met Alka, de vrouw van de gevallen zoon van de beide oudjes.